# Амар-Сін

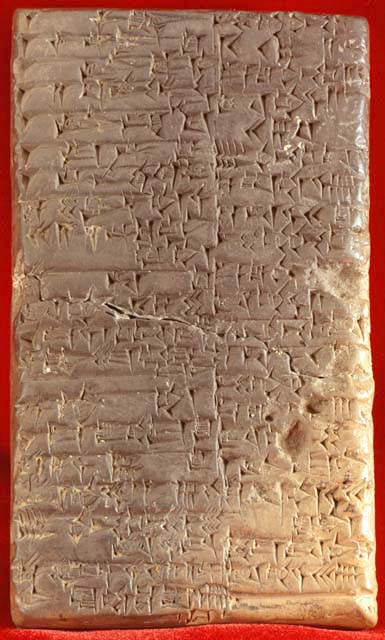
Клинописна табличка з колекції Кіркора Мінасяна в Бібліотеці Конгресу. 6 рік царювання Амар-Суена між 2041 і 2040 до н. е.

Амар-Сін, Амар-Суен, Бур-Сін I (шум. damar-dsuen-na; Безсмертний Сін) — цар Ура, Шумера й Аккада, правив приблизно в 2047-2038 до н. е., з Третьої династії Ура.

## Життєпис
Син Шульгі. Документи свідчать про те, що Амар-Сін був енергійним і мужнім правителем, що продовжували політику свого батька. Так само як і його батько, його ще за життя сприймали як бога. За часів Амар-Сіна, як і за Шульгі, будувалися храми і палаци, розвивалася торгівля і ремесла, цар-бог призначав вищих державних і храмових сановників. На другому році свого правління (близько 2044 до н. е.) Амар-Сін відновив колегіальний суд, можливо, за участі старійшин. Іноді в ньому брав участь і голова громадської ради (аба-уру, букв. «Батько міста»).
Аби втримати у своїх руках завоювання попередника, йому доводилося вести численні війни. На другому році свого правління (бл. 2044 до н. е.) Амар-Син придушив повстання в Урбіллумі (Ербіль) і зруйнував це місто. На шостому році (бл. 2040 до н. е.) було придушене повстання в Шашрумі (Ашшурі). Намісником Ашшура був призначений Зарікум, який залишив напис, де називає себе слугою Амар-Сіна й просить у богів довгих років життя для свого пана. На сьомому році (бл. 2039 до н. е.) Амар-Сін захопив місто Хухнурі в Еламі. Амар-Сін залучав у на службу до війська велику кількість найманців — еламітів і амореїв; останніх було особливо багато в армії.

Правив Амар-Сін 9 років і, мабуть, помер від укусу скорпіона, який заліз у його взуття. 
«Амар-сін зменшив підношення волів і овець на святкуванні Акіта в Есагілу. Було пророковано, що його забуцає віл, проте помер він від „укусу“ свого взуття».— Хроніка Вейднера (ABC 19)